# Villafeliche
Villafeliche (en català, antigament, Vilafelis o Vilafelix) és un municipi de la província de Saragossa situat a la comarca de la Comunitat de Calataiud.

## Ciutats agermanades i convenis de col·laboració
- Colfelice